# La Baronne d'Oettingen
La Baronne d'Oettingen est un tableau peint par Léopold Survage en 1917. Cette huile sur toile est un portrait d'Hélène Oettingen. Elle est conservée au musée national d'Art moderne, à Paris.

## Expositions
- Le Cubisme, Centre national d'art et de culture Georges-Pompidou, Paris, 2018-2019.